# Should a Husband Forgive?
Pour plus de détails, voir Fiche technique et Distribution.
Should a Husband Forgive? est un film américain réalisé par Raoul Walsh, sorti en 1919.

## Synopsis
Lorsque John Carroll apprend que sa femme Mary a eu une aventure, il provoque en duel son amant, mais c'est lui qui est tué. Mary est alors rejetée par la riche famille de son mari et se retrouve donc séparée de son fils, John Jr.
Des années plus tard, John Jr. tombe amoureux de Ruth Fulton, la fille d'un entraîneur de chevaux travaillant pour Rex Burleigh. Lorsque son père meurt, Ruth accepte l'offre de Rex de s'occuper d'elle, mais elle quitte le bel appartement qu'il lui a donné lorsqu'elle apprend ses vraies motivations. 
Plus tard Ruth devient la secrétaire de Mary, sans savoir qu'elle est la mère de John Jr. Finalement Mary apprendra à John Jr. qu'elle est sa mère et John Jr. finira par croire en l'innocence de Ruth et lui pardonnera. 

## Fiche technique
- Titre original : Should a Husband Forgive?
- Réalisation : Raoul Walsh
- Scénario : Raoul Walsh
- Photographie : Devereaux Jennings
- Société de production : Fox Film Corporation
- Société de distribution : Fox Film Corporation
- Pays de production :  États-Unis
- Langue originale : anglais
- Format : noir et blanc — 35 mm — 1,37:1 — film muet
- Genre : drame
- Durée : 6 bobines
- Date de sortie :
  - États-Unis : 1er novembre 1919
- Licence : Domaine public

## Distribution
- Miriam Cooper : Ruth Fulton
- Beatrice Beckley : Mary Carroll
- Eric Mayne : John Carroll
- Vincent Coleman : John Carroll Jr.
- Lyster Chambers : l'amant de Mary
- Percy Standing : Rex Burleigh
- Charles Craig : un "chacal"
- Tom Burke : Josephus McCarthy
- James A. Marcus : Oncle Jim
- Johnny Reese : "Kid" Dugan

## Autour du film
- Le titre Should a Husband Forgive? fait référence à Should a Wife Forgive? (1915), un film d'Henry King